# Provinz Iwaki (1869)

Provinz Iwaki (rot)

Iwaki (jap. 磐城国, Iwaki no kuni), auch Banshū (磐州), war eine Provinz Japans während der frühen Meiji-Zeit.
Sie erstreckte sich über die östliche Hälfte der heutigen Präfektur Fukushima und den südlichen Teil der heutigen Präfektur Miyagi. Zusammen mit der westlich angrenzenden Provinz Iwashiro bildete sie den zentralen Teil der Präfektur Fukushima. Genauer, gehörten die heutigen Landkreise Date und Adachi im Norden zu Iwashiro, Higashishirakawa und Nishishirakawa im Süden zu Iwaki (mit Ausnahme des Westteils des Dorfes Taishin (heute: Shirakawa) der zu Iwashiro gehörte) mit dem Abukuma in der Mitte als Grenzfluss. Zur angrenzenden Provinz Rikuzen im Norden gehörten die sich heute in der Präfektur Miyagi befindlichen Landkreise Watari, Igu, Katta, sowie die Städte Shiroishi und Kakuda.
Bei der Volkszählung 1872 (Jinshin Koseki) wurden für Iwaki 348.608 Einwohner gezählt.

## Geschichte
718 wurde von der Provinz Michinoku (Mutsu) die Provinzen Iwase und Iwaki abgetrennt, die aber bereits ein paar Jahre später wieder eingegliedert wurden. Das Gebiet dieser früheren Provinz war ungefähr das Gleiche wie das der späteren Provinz Iwaki, außer dass es schmaler war und sich nicht bis zum Becken des Abukuma erstreckte.
Am 19. Januar 1869 (Meiji 1/12/7) wurden von der Provinz Mutsu die Provinzen Iwaki, Iwashiro, Rikuchū (dt. „Mittel-Mutsu“) und Rikuzen (dt. „Vorder-Mutsu“) abgetrennt.

## Lehen
In Iwaki befanden sich folgende Lehen (han):
- Sōma-Nakamura (相馬中村藩)/Sōma (相馬藩) (1602–1871)
- Miharu (三春藩; 1627–1871)
- Moriyama (守山藩; 1661–1870; Zweig des Mito-han in der Provinz Hitachi)
- Iwaki-Taira (磐城平藩; 1602–1871)
- Tanagura (棚倉藩; 1603–1871)
- Yunagaya (湯長谷藩; 1676–1871)
- Izumi (泉藩; 1634–1871)

Folgende befanden sich auf dem Gebiet von Iwaki vor dessen Einrichtung:
- Shirakawa (白河藩; 1627–1868)
  - Shirakawa-Shinden (白河新田藩; 1688–1728)
- Asakawa (浅川藩) (1662–1681)
- Kubota (窪田藩; 1622–1684)

## Landkreise
In Iwaki befanden sich folgende Landkreise (gun):
- Igu-gun (伊具郡)
- Ishikawa-gun (石川郡)
- Iwaki-gun (磐城郡)
- Iwasaki-gun (磐前郡)
- Uda-gun (宇多郡)
- Katta-gun (刈田郡)
- Kikuta-gun (菊多郡)
- Shirakawa-gun (白川郡)
- Shirakawa-gun (白河郡)
- Shineha-gun (標葉郡)
- Naraha-gun (楢葉郡)
- Tamura-gun (田村郡)
- Namekata-gun (行方郡)
- Watari-gun (亘理郡)